# Alimardanly
Alimardanly (ryska: Алимарданлы, azerbajdzjanska: Əlimərdanlı) är en ort i Azerbajdzjan.   Den ligger i distriktet Tovuz Rayonu, i den västra delen av landet, 400 kilometer väster om huvudstaden Baku. Alimardanly ligger 363 meter över havet och antalet invånare är 3 060.
Terrängen runt Alimardanly är platt åt sydväst, men åt nordost är den kuperad. Runt Alimardanly är det ganska tätbefolkat, med 78 invånare per kvadratkilometer.. Närmaste större samhälle är Tovuz, 6,4 kilometer sydväst om Alimardanly.
Trakten runt Alimardanly består till största delen av jordbruksmark.